# Årets ledare/tränare
Årets ledare/tränare var en svensk utmärkelse inom sport. Från 2000 till 2013 delades priset ut under den årliga Svenska Idrottsgalan, till en pristagare som framröstats av Svenska Idrottsakademin. Sedan Svenska idrottsgalan 2014 är priset hopslaget med TT:s idrottsledarpris, med det nya namnet Årets Ledare i samarbete med TT Nyhetsbyrån.

## Mottagare
| År   | Namn                                 | Idrottsgren     |
| ---- | ------------------------------------ | --------------- |
| 2000 | Bengt Johansson                      | Handboll        |
| 2001 | Hans Chrunak                         | Simning         |
| 2002 | Sven-Göran Eriksson                  | Fotboll         |
| 2003 | Ulf Karlsson                         | Friidrott       |
| 2004 | Ulf Karlsson (2)                     | Friidrott       |
| 2005 | Yannick Tregaro                      | Friidrott       |
| 2006 | Yannick Tregaro (2)                  | Friidrott       |
| 2007 | Bengt-Åke Gustafsson                 | Ishockey        |
| 2008 | Anders Pärson                        | Alpin skidsport |
| 2009 | Nanne Bergstrand                     | Fotboll         |
| 2010 | Staffan Eklund                       | Skidskytte      |
| 2011 | Joakim Abrahamsson & Magnus Ingesson | Längdskidor     |
| 2012 | Per Johansson                        | Handboll        |
| 2013 | Pia Sundhage                         | Fotboll         |